# Будівля Вищих жіночих курсів (Київ)

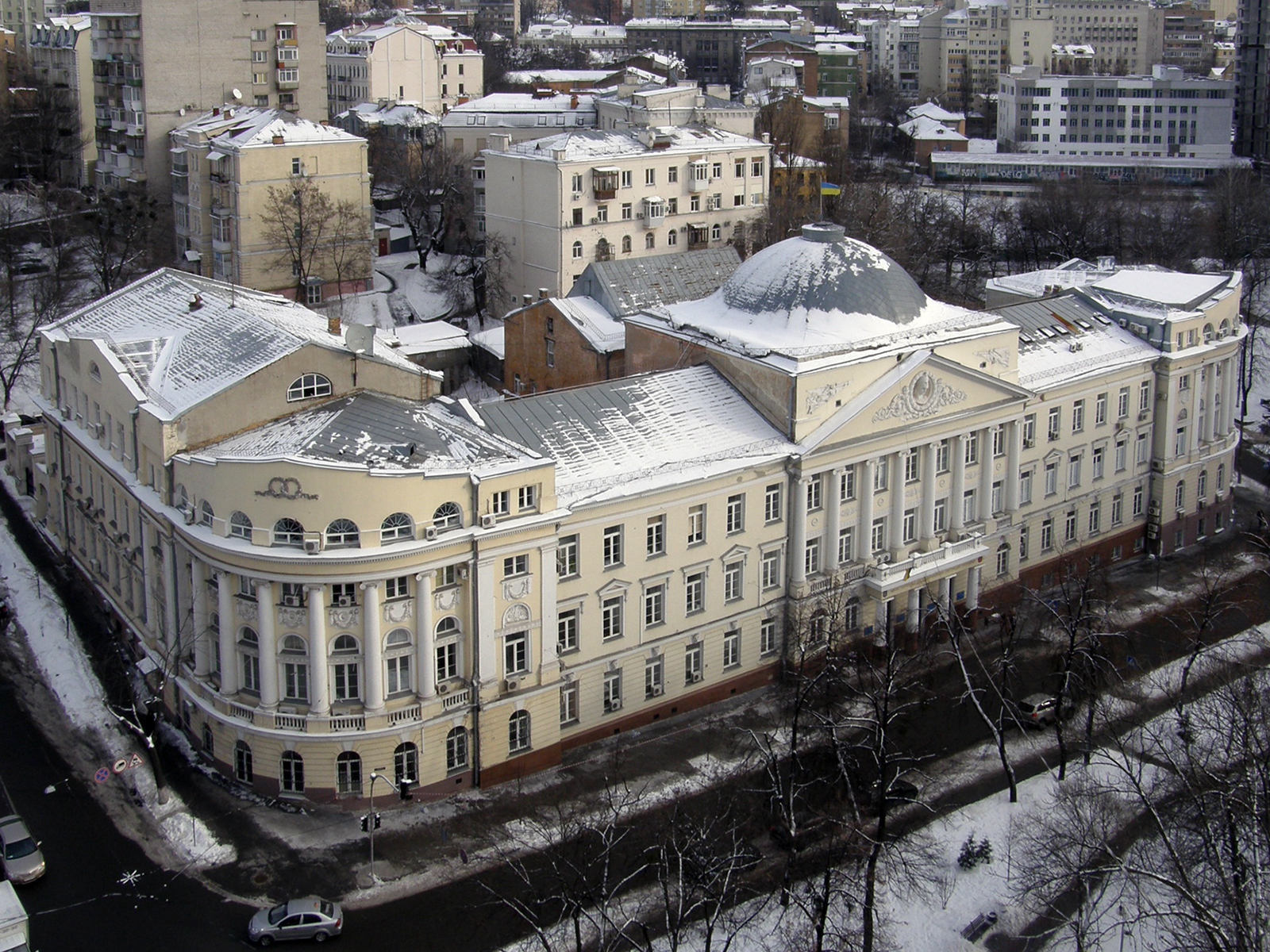
будівля колишніх Вищих жіночих курсів

Будівля Вищих жіночих курсів — чотириповерхова будівля в Києві на розі вулиць О. Гончара і М. Коцюбинського, є пам'яткою історії і архітектури. Була зведена у 1911–1913 роках для Вищих жіночих курсів за проектом архітектора Олександра Кобелєва. Нині тут розміщується Міністерство надзвичайних ситуацій України.

## Історія
Будинок було зведено для Київських вищих жіночих курсів, заснованих 1878 року з ініціативи професорів університету св. Володимира. Ділянку під будівництво було відведено 1910 року постановою Міської думи. Автор проекту — архітектор О. Кобелєв.
Коли в 1920 році курси було закрито, будинок зайняв Київський ветеринарно-зоотехнічний інститут. У 1930-х — 50-х роках тут містився штаб ВПС Київського військового округу, пізніше — Військовий трибунал КВО. Нині тут розташоване Міністерство України з питань надзвичайних ситуацій.

## Архітектура
Будівля чотириповерхова, цегляна, у плані Г-подібна. Її об'ємно-планувальна структура вирішена простими монументальними засобами відповідно до традицій російської класичної школи. Головний фасад звернений до скверу на вул. М. Коцюбинського. Він має осьову композицію, головну вісь зі входом підкреслює доричний портик і ризаліт із тричвертєвими колонами іонічного ордера і трикутним фронтоном. Завершує центральну частину потужний четверик із напівсферичною банею. Бічні крила будівлі оформлено заокругленими ризалітами, які увінчані атгиковими парапетами. Фасади оформлені цегляним і ліпним декором з класичними барельєфами. Планування будівлі — коридорне з великими залами-аудиторіями. У цілому збереглося первісне оздоблення інтер'єрів.